# Kádár János Miklós
Kádár János Miklós (Budapest, 1939. február 25. –) Munkácsy Mihály-díjas festő- és grafikusművész, egyetemi tanár.

## Életpályája
1961-ben diplomázott a Magyar Képzőművészeti Főiskolán. Mesterei Pap Gyula, Szőnyi István és Bernáth Aurél voltak. 1974 és 1987 között a Magyar Iparművészeti Főiskola tanáraként dolgozott. 1988-tól a Magyar Képzőművészeti Főiskola tanára, majd adjunktusa volt. Az Iparművészeti Egyetemen szabad művészetek doktora (DLA – doctor of liberal arts) címet szerzett. 2002-től a Kaposvári Egyetemen egyetemi tanár. 1992–1998 között a Magyar Alkotóművészek Országos Egyesületének (MAOE) elnökeként tevékenykedett.

## Családja
1969-ben kötött házasságot dr. Szűcs Andrea ügyvéddel.   Két felnőtt gyermeke és három unokája van. 

## Díjai, elismerései
- 1968-1971 • Derkovits-ösztöndíj
- 1969: • Szegedi Nyári Tárlat díja
- 1976 • Munkácsy Mihály-díj.

## Egyéni kiállításai
- 1964-1973 • Kulturális Kapcsolatok Intézete, Budapest
- 1974 • Dorog • Zalaegerszeg
- 1977, 1982, 1990 • Csók Galéria, Budapest (kat.)
- 1981 • Műcsarnok, Budapest (kat.)
- 1984 • Galerie Almsick, Gronau-Epe (NSZK, D)
- 1985 • Európai Szabadalmi Hivatal [Irene Hallmann-Strauss-szal], München (D)
- 1986 • Dorottya u. Galéria, Budapest (kat.)
- 1987 • Szabadalmi Világközpont, Genf (CH)
- 1991 • Simontornyai Vár • Hatvani Galéria [Kiss Nagy Andrással], Hatvan
- 1993 • Sziráki Kastély
- 1994 • OTP Galéria, Budapest
- 1996 • Bolgár Kultúra Háza [Szabó Gáborral], Budapest
- 1999 • Simontornyai Vármúzeum, Simontornya
- 2002 • Bernáth Aurél-ház, Marcali • Westend City Center, Budapest.

## Köztéri művei
1987 • faintarzia, Zánka, Úttörőváros • gobelin, Miskolci Egyetem, Bölcsészettudományi Kar, Miskolc
1994 • panno, Nemzeti Bank, Budapest

## Művei közgyűjteményekben
• Babits Mihály Emlékház, Szekszárd
• KMG, Dunaszerdahely
• Magyar Nemzeti Galéria, Budapest
• Móra Ferenc Múzeum, Szeged
• Tornyai János Múzeum, Hódmezővásárhely.